# Parageron zimini
Parageron zimini är en tvåvingeart som beskrevs av Paramonov 1947. Parageron zimini ingår i släktet Parageron och familjen svävflugor. Inga underarter finns listade i Catalogue of Life.